# Т-64БМ2 «Булат»
Т-64БМ2 или «Булат» — Украинский основной боевой танк, который является модернизацией танка Т-64. Главной особенностью Т-64БМ2 является установка моторно-трансмиссионного отдела с 1000-сильным двигателем 6ТД-1 вместо штатного для Т-64 двигателя 5ТДФ (700 л.с.). Ремоторизация заставила установить кольцо на корпус и поднять на несколько сантиметров башню танка, поскольку новое МТО имеет более высокий уровень по крышке. Основным производителем работ является Харьковский бронетанковый завод (ХБТО), узлы моторно-трансмиссионного отделения и двигатель поставляет Завод им. Малышева. 
По состоянию на начало февраля 2022 года — на вооружение ВСУ было поставлено 10 танков Т-64БМ2 и еще 2 экземпляра для испытаний оставил Харьковский бронетанковый завод.

## История
Более ранние разработки
Подробнее: Объект 476
В 1970-х годах ХКБМ им. Морозова разработало проект под названием «Кедр» или «Объект 476», предусматривавший усовершенствование силовой установки танка. Три опытных образца создавались на базе Т-64А, однако использовали новую башню с улучшенными броневыми свойствами. Моторно-трансмиссионный отсек танков был переоборудован под двигатель 6ТД-1 (1000 л.с.).  
Однако в 2020-х этот проект не стали восстанавливать. Объяснялось это тем, что решение времен Советского Союза нельзя было перенести без изменений. Для ремоторизации танка была выбрана стратегия использования деталей узлов и агрегатов, которые на 2021 год могли серийно производиться на Заводе им. Малышева. Это были самые современные серийные образцы и решения от Т-80УД, от БМ «Оплот» и т.д.

Предпосылки
По данным Defense Express, главный вопрос, который должна обеспечить модернизация — установка двигателя 6ТД-1. Это было необходимо, учитывая постепенное исчерпание запасов двигателей 5ТД, необходимых для поддержания в боеспособном состоянии парка Т-64, а также нецелесообразности и, собственно, невозможности возобновления производства старых «пятерок» на Заводе им. Малышева, поскольку завод того времени был давно настроен на изготовление двигателей 6ТД-1 и 6ТД-2. Замена двигателя давала также повышение мощности машины, поскольку предыдущая модификация БМ "Булат" имела недостатки: установленный на ней форсированный двигатель 5ТДФМ с мощностью в 850 л.с. оказался слабым для машины, вес которой вырос до 45 тонн. При этом двигатель форсировали, а системы снабжения и очистки воздуха остались в старых объемах. В результате «Булаты» выходили из строя из-за пылевого износа форсированных двигателей.
По данным же танкиста специалиста Вадима Павлыча, в свое время была выпущена партия из около 12 единиц танков под названием Т-64БМ2. Павлич назвал эту партию «недобулатами», поскольку эти танки имели более простой двигатель и прицелили, чем БМ «Булат», что сделало этот вариант дешевле. Вместо форсированного двигателя 5ТДФМ на 850 л.с. они получили обычный на 690-700 л.с. после капитального ремонта Остался также старый прицел 1Г42 вместо новой системы управления огнем 1А45, способной вести огонь «Комбатом». Визуально танк был очень подобен «Булату», и отличался лишь тем, что на башне у Т-64БМ2 остался инфракрасный прожектор «Луна», тогда как у «Булата» прожектор отсутствовал. Но, несмотря на визуальное сходство, попытки использовать эти машины в реальных условиях эксплуатации сразу же встретились с чрезмерным перегревом двигателя. Именно эти танки и планировалось модернизировать на ХБТО заменой двигателя, чтобы получить полноценную боевую машину.

Начало работ
В сентябре 2019 года руководство ХБТО сообщало, что планирует начать выпуск более углубленной модернизации танков Т-64. Однако об установке другого двигателя (что обычно приводит к увеличению массы машины и внесению конструкционных изменений) тогда речь не шла.
В мае 2020 года стало известно, что Минобороны недовольно темпами работ по созданию обновленного Т-64 (ОКР «Краб») от ХКБМ им. Морозова, по планам которого новая машина будет разработана и испытана только в 2023 году.
16 сентября 2020 года директор ХБТО Вячеслав Стрелец сообщил, что завод вместе со специалистами ГП «Завод им. В. О. Малышева» выполняет совместную программу модернизации танка Т-64БМ2.[5] Речь шла о ремонтной опытно-конструкторской работе, которая проводится Министерством обороны при ключевой роли Центрального бронетанкового управления и 482-го конструкторско-технологического центра (КТЦ) МОУ.
21 апреля 2021 года минобороны Украины заказало 12 модернизированных танков Т-64БМ2. Выполняли работы ГП «Харьковский бронетанковый завод» совместно с ГП «Завод имени Малышева».
В апреле 2021 года первый ремоторизированный Т-64БМ2 с новым моторно транспортным отделением и двигателем 6ТД-1 мощностью в 1000 л.с. начал заводские испытания,[2] танк успешно прошел огневые испытания.
В 2021 году танк прошел заводские испытания в присутствии представителей заказчика, подтвердив, прежде всего, улучшенные ходовые и огневые возможности.
Т-64БМ2 92-й механизированной бригады на параде, 2021 год.
24 августа 2021 года 4 модернизированных танка Т-64БМ2 в составе 92-й механизированной бригады приняли участие в параде по случаю 30-летия независимости Украины